# Anaal Nathrakh
Anaal Nathrakh est un groupe de black metal britannique, originaire de Birmingham, Midlands de l'Ouest, en Angleterre. Le groupe s'exprime initialement sur des sujets tels que le nihilisme ou la dévastation totale de l'être humain, puis par la suite sur des sujets plus apocalyptiques. Cependant, on ne peut être totalement sûr de l'idéologie du groupe étant donné que les paroles n'ont jamais été publiées.

## Biographie
Anaal Nathrakh est formé en 1998 comme groupe de black metal agressif. Deux démos suivent en 1999, Anaal Nathrakh et Total Fucking Necro. Le nom Anaal Nathrakh est emprunté à la formule magique Anál nathrach, orth' bhais's bethad, do chel denmha prononcée par Merlin dans le film de John Boorman, Excalibur (1981). Anál nathrach signifie en ancien irlandais « le souffle du serpent ». Cette formule peut être entendue au début du morceau Anaal Nathrakh.
Plus tard, le groupe signe au label indépendant Mordgrimm, qui publiera le premier album du duo, The Codex Necro, en 2001. En 2002, les deux premières démos d'Anaal Nathrakh sont compilées en un album single intitulé Total Fucking Necro, publié au label underground britannique Rage of Achilles. En 2003, Mordgrimm publie le premier EP du groupe, When Fire Rains Down from the Sky, Mankind Will Reap As It Has Sown. En 2004, Anaal Nathrakh publie son deuxième album studio, Domine Non Es Dignus, au label français Season of Mist. Domine Non Es Dignus marque un changement des racines black metal du groupe. En 2006, le troisième album du groupe, Eschaton, est publié. Anaal Nathrakh a refusé pendant longtemps de jouer en live. Cependant, le 15 décembre 2005, Anaal Nathrakh fait son premier concert à Londres, accompagné des groupes The Axis of Perdition, Ted Maul et Leech Woman. Le lendemain, le groupe joue à Birmingham, accompagné de Narcosis et de Ramasses.
Bien que leurs premiers concerts aient été des succès, le groupe refuse de faire des tournées. Ils reviennent sur scène le 8 avril 2007 pour le No Mercy Festival 2007 en Anvers et le 20 avril 2007 à Birmingham. Le groupe se produit le 21 juin 2008 au Hellfest à Clisson et à l'édition 2009 du festival Brutal Assault à Jaroměř en République tchèque.
En 2009, Anaal Nathrakh annonce sa signature au label Candlelight Records pour la publication de leur futur album In the Constellation of the Black Widow. In the Constellation of the Black Widow est publié en juin 2009, et se classe dans la liste des meilleurs albums établie par About.com.
Anaal Nathrakh publie son sixième album, Passion, en 2011 et son septième, Vanitas, en 2012. Le groupe termine son huitième album, Desideratum, en février 2014. La date de sortie est fixée au 28 octobre, et devient leur premier depuis leur signature chez Metal Blade Records en juin la même année.
Un album, intitulé The Candlelight Years, sort le 4 mai 2015 et regroupe les albums In the Constellation of the Black Widow, Passion et Vanitas. Le neuvième album du groupe, The Whole of the Law, sort le 28 octobre 2016.
A New Kind Of Horror, le dixième album studio du groupe sort le 28 septembre 2018 sur le label Metal Blade Record.

## Idéologie
Les paroles n'étant jamais publiées, il est difficile de parler de l'idéologie d'Anaal Nathrakh. On peut cependant interpréter les titres des chansons. La plupart semblent parler de l'Apocalypse (The Necrogeddon), de la nature de la mortalité et de la misanthropie (Human, All Too Fucking Human, I Wish I Could Vomit Blood on You... ...People, When Humanity Is Cancer). Le groupe s'inspire également du nihilisme et de la philosophie de Friedrich Nietzsche, avec les chansons telles que Revaluation of all Values, Bellum Omnium Contra Omnes (formule empruntée au philosophe Thomas Hobbes, et qui signifie "la guerre de tous contre tous").
Pour la première fois, les paroles des chansons sont publiées dans le livret de l'album The Whole of the Law. Les thèmes abordés sont la dépravation, la mort, l'horreur, la faiblesse, la peur ou encore la destruction de l'humain.

## Style musical
Le style du groupe évolue dans une optique de destruction massive. Le groupe avait débuté dans un style très classique. Cependant, depuis leur album Domine Non Es Dignus sorti en 2004, le groupe décide de mélanger les styles, notamment le grindcore au niveau du chant et le death metal au niveau des riffs. Ils n'hésitent pas à reprendre également les principes du metal industriel tels que la batterie programmée ou l'utilisation des samples. Certains fans pensent que le groupe a inventé son propre genre, le necro metal[réf. nécessaire].
Le groupe se démarque également au point de vue visuel des autres groupes de black metal. Ils s'habillent de manière simple, sans maquillage et en t-shirt, contrairement aux groupes de black metal qui préfèrent généralement adopter un style « néo-médiéval » et un maquillage appelé corpse paint. Le style reste constant depuis l'album Hell Is Empty and All the Devils Are Here, qui comprend un mélange de grindcore, death metal, metal industriel sur des productions très soignées tout en étant chaotiques. Les envolées lyriques de V.I.T.R.I.O.L deviennent de plus en plus récurrentes et en font une marque de fabrique du groupe. La faible évolution de style musical du groupe depuis 2007 leur vaut souvent des critiques de la part de fans en manque de nouveautés[réf. nécessaire].

## Récompenses
- 2016 : l'album The Whole of the Law est classé 2e meilleur album de l'année par les lecteurs du site Metalorgie.com[7]

## Membres

### Membres actuels
- Michael Kenney (Irrumator) - guitare, basse, batterie, programmations (depuis 1998)
- Dave Hunt (V.I.T.R.I.O.L) - chant (depuis 1998)

### Membres invités
- St. Evil (Steve Powell) – batterie (depuis 2006)
- Drunk – basse, chœurs (depuis 2011)
- G Rash (James Walford) – guitare (depuis 2011)

### Ancien membre
- Leicia - basse (1998–2000)

### Anciens membres invités
- Nicholas Barker – batterie (2004)
- Shane Embury – basse (2004–2005)
- Danny Herrera – batterie (2005)
- Misery (Paul Kenney) – basse (2006–2010)
- Ventnor – guitare (2005–2010)

## Discographie

### Albums studio
- 2001 : The Codex Necro
- 2004 : Domine Non Es Dignus
- 2006 : Eschaton
- 2007 : Hell Is Empty and All the Devils Are Here
- 2009 : In the Constellation of the Black Widow
- 2011 : Passion
- 2012 : Vanitas
- 2014 : Desideratum
- 2016 : The Whole of the Law
- 2018 : A New Kind Of Horror
- 2020 : Endarkenment

### Démos et EP
- 1999 : Anaal Nathrakh
- 1999 : Total Fucking Necro
- 1999 : Total Fucking Necro - Double Demo Assault
- 2003 : When Fire Rains Down from the Sky, Mankind Will Reap as It Has Sown